# 舊城堡 (克基拉)

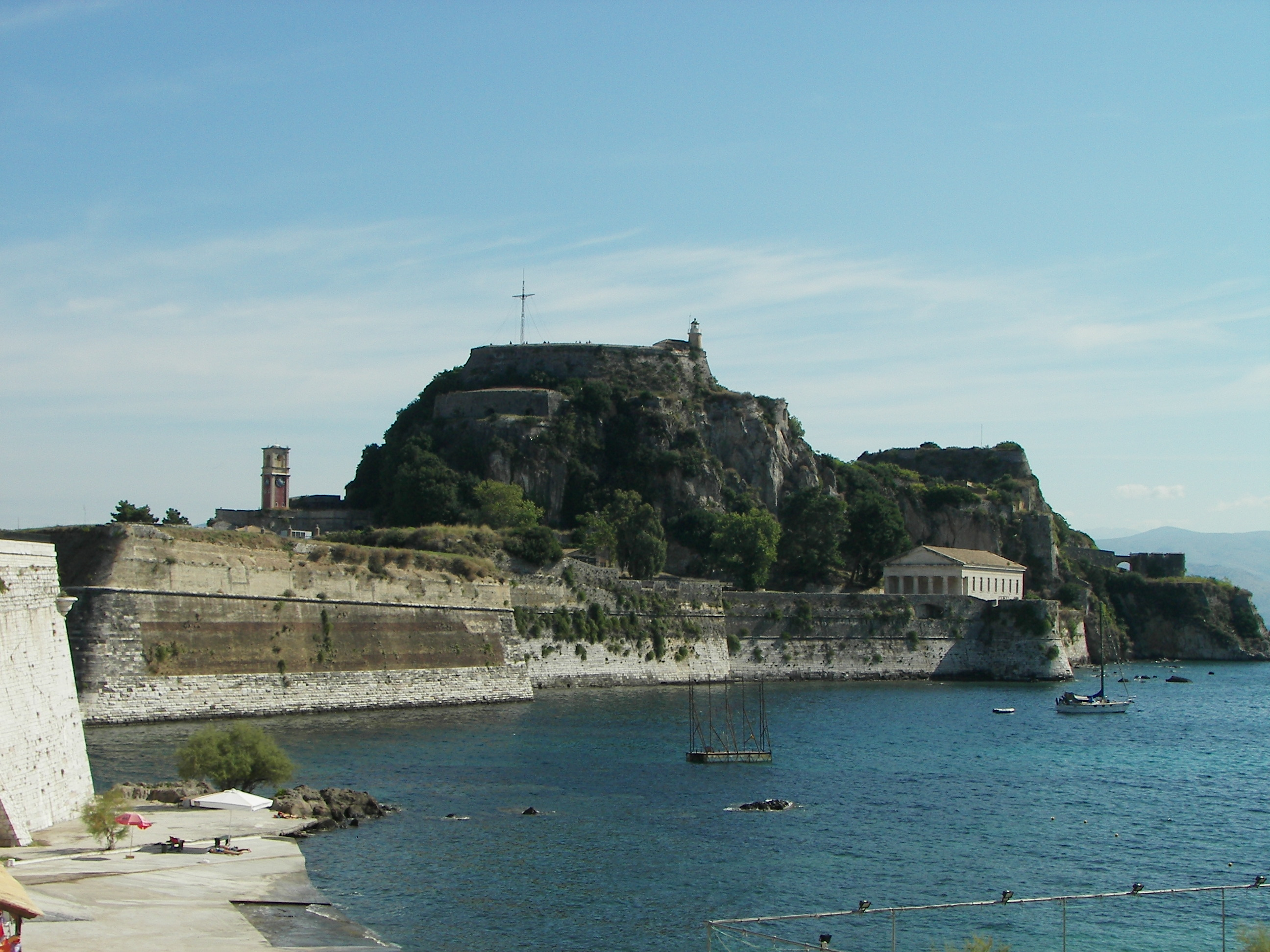

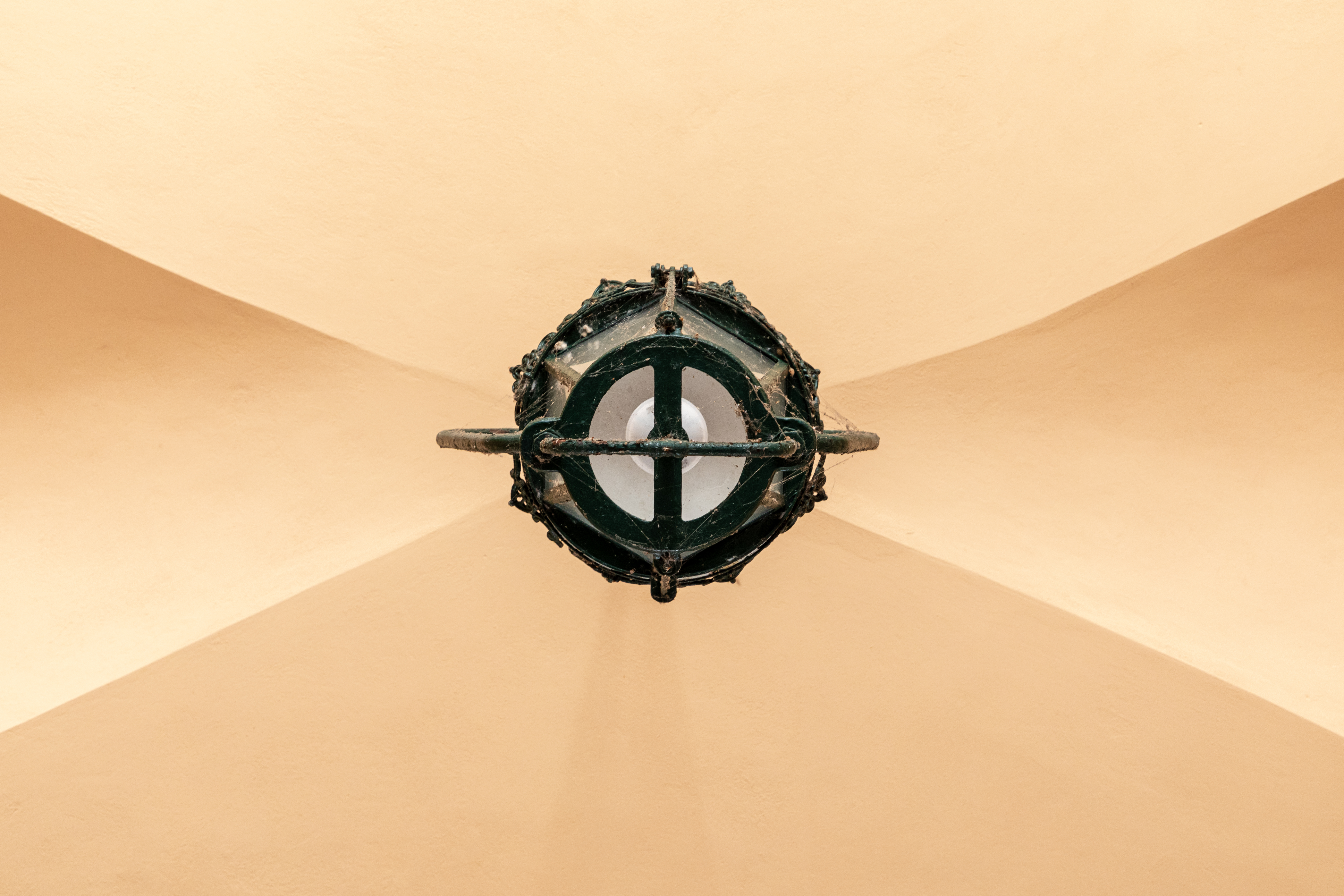
旧城堡内英国兵营的天花板

舊城堡（希臘語：Παλαιό Φρούριο）是一座威尼斯人在希臘西北部克基拉市修建的城堡。該城堡的範圍包括了拜占庭時期的克基拉舊城。在威尼斯人到來之前，拜占庭人就已經在這裡修建了防禦工事。